# К теории экономической динамики
К теории экономической динамики: новые выводы экономической теории и их применение в экономической политике (англ. Towards a Dynamic Economics. Some Recent Developments of Economic Theory and Their Application to Policy) — произведение английского экономиста Роя Харрода 1948 года.

## Структура
Книга включает Предисловие, Приложение и 5 лекций: 1. Необходимость теории экономической динамики; 2. Размеры сбережений; 3. Основные уравнения динамики; 4. Внешнеторговый баланс и противоциклическая политика; 5. Необходим ли процент?

## Содержание
По мнению автора, прогресс экономической теории может осуществиться лишь в той мере, в какой она сама будет превращаться в эконометрику. Р. Харрод утверждает, что в то время, как статический анализ становился все более утонченным и усовершенствованным благодаря употреблению понятия предельности и математических выражений, динамический анализ был упущен из поля зрения. При исследовании расширяющегося хозяйства, полагает экономист, необходимо рассматривать взаимоотношения, возникающие в ходе экспансии трех основных элементов:
- 1) рабочей силы;
- 2) выпуска продукции или дохода на душу населения;
- 3) размера наличного капитала.

## Переводы
Книга четырежды издавалась на русском языке:
- 1959. М.: Издательство иностранной литературы
- 1997. М.: Экономика (серия «Экономическое наследие»; часть Т. I сборника «Классики кейнсианства») ISBN 5-282-01822-5
- 1999. М.: Гелиос АРВ (серия «Классики экономической науки — XX век») ISBN 5-85438-108-7
- 2011. М.: Гелиос АРВ (серия «Классики экономической науки — XX век») ISBN 978-5-85438-200-7